# Ichneumon exoticus
Ichneumon exoticus là một loài tò vò trong họ Ichneumonidae.